# Machimus rufipes
Machimus rufipes là một loài ruồi trong họ Asilidae. Machimus rufipes được Ricardo miêu tả năm 1922. Loài này phân bố ở miền Ấn Độ - Mã Lai.